# Antoni Reński
Antoni Reński (ur. 13 czerwca 1924 w Warszawie, zm. 18 marca 2003 w Warszawie) – polski prozaik.
Ukończył WSE w Krakowie. W okresie okupacji działał w Szarych Szeregach. Od 1944 roku był więziony w Pawiaku. W latach 1944–1945 był więziony w KL Gross Rosen. Debiutował jako prozaik w 1949 roku na łamach Polskiego Radia.

## Nagrody
- 1979 - nagroda III stopnia za tom wspomnień Tramwaj z Alei Szucha
- 1983 nagroda II stopnia Ministra Obrony Narodowej za powieść Czytanie z dłoni

## Twórczość
- Tramwaj z Alei Szucha
- Czytanie z dłoni
- Wyrzeźbione w pamięci
- Wyjść z labiryntu
- Chanukowe świece
- Dossier Hitlera